# Rainworth
Rainworth är en ort i distriktet Newark and Sherwood med en del av orten i distriktet Mansfield i Nottinghamshire, England. Orten hade 8 278 invånare år 2020. Delen i Newark and Sherwood utgör en civil parish.